# 加藤直
加藤 直（かとう ただし、1942年12月18日 - ）は日本の劇作家、演出家。神奈川県出身。まつもと演劇工場・工場長。

## 略歴
1963年、上智大学外国語学部フランス語科中退。1966年、俳優座養成所卒業。
1970年、「自由劇場」「六月劇場」「発見の会」の3劇団による連合組織「演劇センター68」を母体に発足した「68/71 黒色テント」（現・劇団黒テント）創立に参加。同劇団の座付き作家、演出家の一人として活躍。
1995、黒テント退団。オペラ、演劇、ミュージカル、コンサート、合唱と多岐にわたる活動を開始する。
1994年〜1997年、東京芸術大学オペラ科講師。1996年（財）神奈川県芸術文化財団演劇部門プロデューサー、かながわ舞台芸術工房総合プロデューサー（〜2004年3月）。
2002年4月〜2003年、早稲田大学理工学部講師。2004年4月から日本大学芸術学部演劇学科非常勤講師。

## 受賞
- 1967年 草月アートフェスティバル入賞 - 「ガザに盲いて」（自主映画）
- 1989年 第17回ジローオペラ賞特別賞 - 「十二夜」（団体受賞：オペラシアターこんにゃく座）
- 1989年 芸術祭賞 - 「セロ弾きのゴーシュ」（団体受賞：オペラシアターこんにゃく座）

## 書籍
- ガリガリ博士の異常な愛情 : あるいはベルリン1936（1984年、而立書房、全国書誌番号:85026318）
- シュールレアリスム宣言（1985年、而立書房、全国書誌番号:86014715）

## 作詞
- みんなのうた
  - 赤鬼と青鬼のタンゴ
  - アスタ・ルエゴ～さよなら月の猫～
  - キャッツ・アイ・ラブ
  - サラマンドラ

- 三十五億年のサーカス
  - ギョウザの夢
  - 魚のいない水族館
  - 少女よ少女

- ものに寄せる歌
  - あたしのからだは

- 合唱オペラ「ヴィヨン笑う中世」
- 「おとずれ」〜太宰治「トカトントン」による〜